# فرانسين ماثيوز
فرانسين ماثيوز (بالإنجليزية: Francine Mathews)‏ (23 مايو 1963، بينغامتون في الولايات المتحدة)؛ صحفية وروائية أمريكية.